# Polsat SuperHit Festiwal 2015
Polsat SuperHit Festiwal 2015 byl první ročník festival Polsat SuperHit Festiwal. Konal se ve dnech 29. – 31. května 2015 v Lesní opeře v Sopotech.

## Den 1. (pátek 29. května, 20:05)

### Koncert Platynowy
Festival započal Koncert Platynowy. Vystoupila v něm desítka umělců, jejichž alba od ledna 2014 do února 2015 získali platinovou desku. Hlavním hostem festivalu byl Dawid Podsiadło, jehož album Comfort and Happiness v roce 2015 získalo statut diamantové desky.
Seznam účinkujících koncertu:
- Hey – „Teksański”, „Moja i Twoja nadzieja”, „Sic”

- Piersi – „07 zgłoś się”, „Bałkanica”

- Dawid Kwiatkowski – „Jak to?”, „Na zawsze” (& Michał Kwiatkowski)

- Rafał Brzozowski – „Tak blisko”, „Magiczne słowa”

- Artur Rojek – „Beksa”, „Syreny”

- LemON – „Jutro”, „Scarlett”

- Mela Koteluk – „Spadochron”, „Żurawie origami”

- Sylwia Grzeszczak a Sound’n’Grace – „Kiedy tylko spojrzę”, „Pożyczony”

- Donatan a Cleo – „Sztorm”, „My Słowianie”

- Enej – „Zbudujemy dom”, „Tak smakuje życie”

- Dawid Podsiadło – „No”, „Powiedz mi, że nie chcesz”, „Trójkąty i kwadraty”

### Cyfrowa Piosenka Roku
| Místo | Interpret                 | Singl          |
| ----- | ------------------------- | -------------- |
| 1     | Donatan a Cleo            | „My Słowianie” |
| 2     | Piersi                    | „Bałkanica”    |
| 3     | Donatan a Cleo feat. Enej | „Brać”         |

### Hity internetu
Byly také oznámeni umělci, jejichž hudební videa získala nejvyšší počet zhlédnutí na YouTube.
| Místo | Interpret      | Singl                     | Počet zhlédnutí       |
| ----- | -------------- | ------------------------- | --------------------- |
| 1     | K2 a Buka      | „1 moment”                | asi 29 milionů        |
| 2     | Donatan a Cleo | „Brać” (spolu s Enej)     | asi 28 milionů        |
| 3     | Czadoman       | „Ruda tańczy jak szalona” | více než 22,5 milionu |

### Jubileum desky Luksus skupiny Szwagierkolaska
Na konci 1. dne vystoupila skupina Szwagierkolaska s jubilejním koncertem k 20. výročí desky Luksus. Zpívali mimo jiné písně „U cioci na imieninach”, „Panna Weronika”, „Komu dzwonią” a „Bal na Gnojnej”.

## Den 2. (30. května, 20:05)

### Boso na Szczyt. Desetileté jubileum skupiny Zakopower
Druhý den festivalu začal jubilejním koncertem skupiny Zakopower. Jako hosté vystoupili Kayah a Igor Herbut. Zazpívali písně:
- „Kiebyś Ty...”

- „Boso”

- „Prawy do lewego” (oraz Kayah)

- „Tak ma być”

- „Bóg wie gdzie” (oraz Igor Herbut)

- „W dzikie wino zaplątani”

- „Galop”

- „Dziewczyna o perłowych włosach”

### Rádiový hit roku
Dalšího koncertu se zúčastnili umělci, jejichž písně byly nejhranější v polských rozhlasových stanic. Byli to:
- Mrozu a Sound’n’Grace – „Jak nie my to kto”, „Poza logiką”

- Maciej Maleńczuk – „Ostatnia nocka”

- Liber a Natalia Szroeder – „Teraz ty”

- Kamil Bednarek a Staff – „Chwile jak te”

- Anna Wyszkoni – „Biegnij przed siebie”

- Mesajah – „Szukając szczęścia” (& Kamil Bednarek), „Lepsza połowa”

- Bracia – „Po drugiej stronie chmur”

- Najlepszy Przekaz w Mieście – „Zawsze do celu”

Byl zveřejněn žebříček nejposlouchanějších písniček v rádiích. Pořadí vystoupení je představeno od 7. místa.
| Místo | Interpret             | Singl                    |
| ----- | --------------------- | ------------------------ |
| 1.    | Mrozu a Sound’n’Grace | „Nic do stracenia”       |
| 2.    | Grzegorz Hyży         | „Na chwilę”              |
| 3.    | Grzegorz Hyży         | „Wstaję”                 |
| 4.    | Margaret              | „Wasted”                 |
| 5.    | Kasia Popowska        | „Przyjdzie taki dzień”   |
| 6.    | Igor Herbut           | „Wkręceni – Nie ufaj mi” |
| 7.    | Kamil Bednarek        | „Chodź ucieknijmy”       |

### Beata i Bajm jakich nie znacie. Jubileum skupiny Bajm
Druhý den festivalu ukončila kapela Bajm jubilejním koncertem Bajm. Skupina vystoupila mimo jiné s písněmi:
- „Dwa serca, dwa smutki”

- „Taka Warszawa”

- „Myśli i słowa”

- „Żal mi tamtych nocy i dni”

## Sopocki Hit Kabaretowy, czyli Prywatka w Operze Leśnej
Festival byl zakončen kabaretem. Provázel jím polský zpěvák, kytarista a skladatel Wojciech Gąssowski. Během něj vystoupili mimo jiné Kabaret Ani Mru-Mru, Cezary Pazura, Neo-Nówka a skupina Żarówki, Marcin Daniec, Jerzy Kryszak, Kabaret Smile, Andrzej Grabowski, Kabaret Młodych Panów, Andrzej Poniedzielski. Hostem pořadu byl Maciej Maleńczuk, který představil medley hitů z alba Psychodancing 2.